# 燕子楼

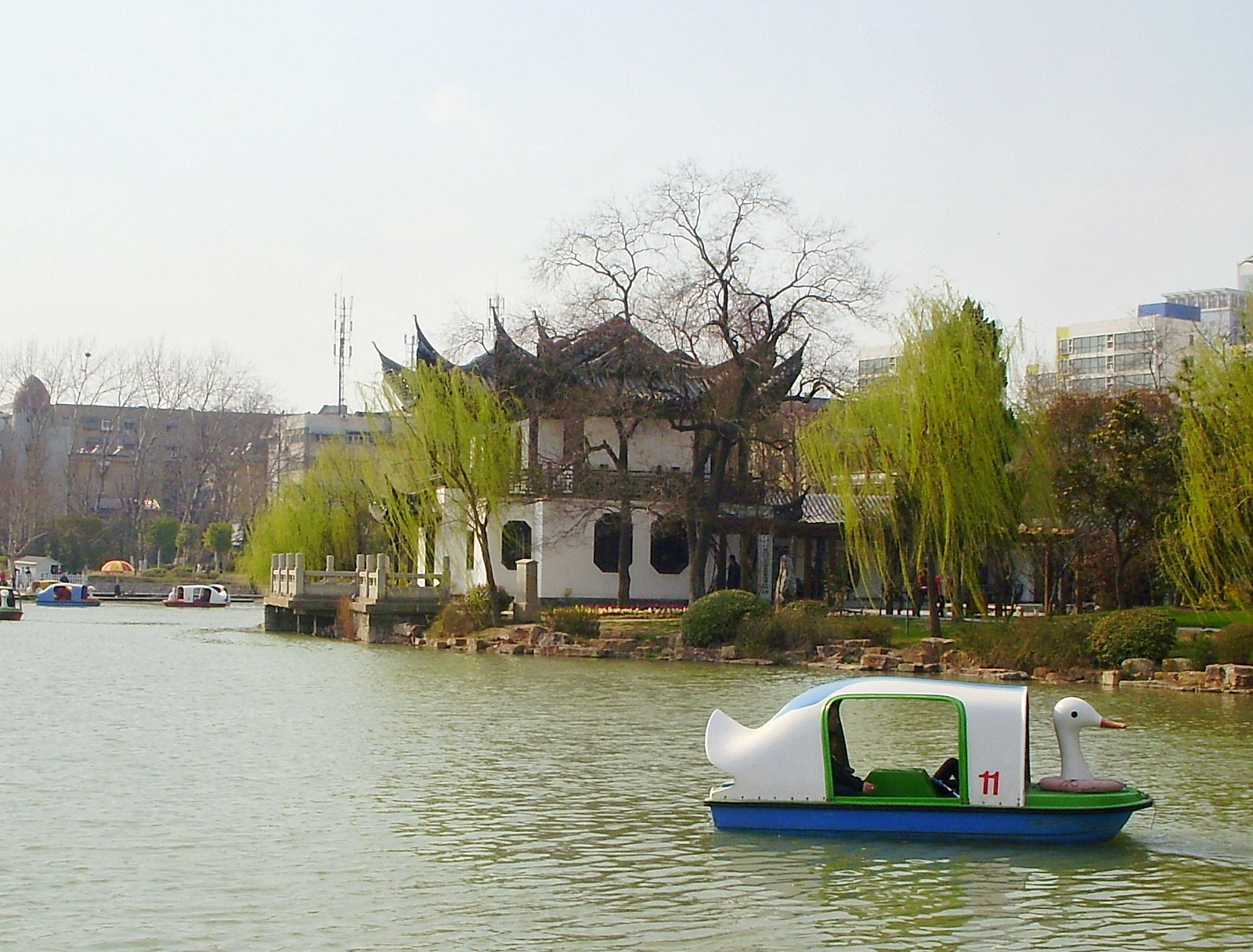
燕子楼

燕子楼，中国江苏徐州五大名楼之一，因飞檐挑角形如飞燕而得名，现位于徐州市市区云龙公园知春岛上。
燕子楼原为唐朝贞元年间，武宁节度使张愔为其爱妾、著名女诗人关盼盼所建的一座小楼。张逝世后，关矢志不嫁，张仲素和白居易为之题咏，遂使此楼名垂千古。后历代诗人咏诵不绝。
唐景福二年(893年)，徐州行营兵马都统时溥兵败于朱温，携家登燕子楼自焚而死。此后该楼屡废屡建，抗日战争时期再次被占领军拆为平房。1985年方才得以重建于现址。
燕子楼两面临水，掩映在树木花丛之中。楼二层，飞檐挑角，花棱雕窗，造型别致。楼内陈列着红木家具，悬挂着赵朴初题写的白居易咏燕子楼的诗句。。

## 诗词
- 文天祥《满江红·和王夫人〈满江红〉韵》：“燕子楼中，又捱过几番秋色。”
- 《红楼梦》第七十回：“粉堕百花洲，香残燕子楼。”
- 苏轼《永遇乐》（ 夜宿燕子楼，梦盼盼，因作此词） ：“明月如霜，好风如水，清景无限。曲港跳鱼，圆荷泻露，寂寞无人见。紞如三鼓，铿然一叶，黯黯梦云惊断。夜茫茫，重寻无处，觉来小园行遍。 天涯倦客，山中归路，望断故园心眼。燕子楼空，佳人何在，空锁楼中燕。古今如梦，何曾梦觉，但有旧欢新怨。异时对，黄楼夜景，为余浩叹”